# أحمد السوداني
رسام أمريكي من أصل عراقي من مواليد 1975 في بغداد سافر وهو في التاسعة عشرة إلى سوريا ثم انتقل منها إلى الولايات المتحدة الأمريكية في عام 1999. بدأ بدراسة الفن في جامعة ييل الأمريكية المرموقة وحصل على البكلوريوس في عام 2006 ثم حصل من نفس الجامعة على شهاد الماستر في عام 2008. أقام أول معرض مشترك له في عام 2007 في مدينة مانهاتن الأمريكية. يتنقل في لوحاته بين تجسيد الأشخاص والكائنات الحية. حصلت أعماله على شهرة في الولايات المتحدة الأمريكية وأوروبا وكذلك في بعض بلدان الشرق الأوسط. 
موّلت غاليري  New Yorker Galerie Goff + Rosenthal الواقعة في نيويورك كلفة انتقاله إلى العاصمة الألمانية برلين عام 2009 وكذلك استئجار مسكن ومرسم له فيها.